# Lee Evans (Leichtathlet)
Lee Edward Evans (* 25. Februar 1947 in Madera, Kalifornien; † 19. Mai 2021 in Lagos, Nigeria) war ein US-amerikanischer Leichtathlet und Olympiasieger.

## Werdegang
Evans war während seiner High-School-Zeit ungeschlagen und gewann 1966 seine erste AAU-Meisterschaft über 440 Yards, kurz nach seiner Graduierung. Er wiederholte seinen Sieg im folgenden Jahr und gewann 1968 sowohl den AAU- als auch den NCAA-Titel über 400 Meter. Seinen ersten Weltrekord hatte er 1966 in Los Angeles als Mitglied der US-Nationalmannschaft in der 4-mal-400-Meter-Staffel mit 2:59,6 min, der ersten Mannschaftszeit unter drei Minuten. Im folgenden Jahr brach er den Weltrekord in Fresno über 4-mal 220 Yards mit einer Zeit von 1:22,1 min.
Bei den Ausscheidungswettkämpfen in South Lake Tahoe stellte er am 14. September 1968 einen neuen Weltrekord mit 44,0 s auf, der vom IAAF jedoch nicht anerkannt wurde, da seine Zeit mit den sogenannten Bürstenschuhen erzielt wurde. Stattdessen wurde die Zeit von Larry James mit 44,1 s als neuer Weltrekord vom IAAF anerkannt.
Bei den Olympischen Spielen 1968 in Mexiko-Stadt verbesserte er im Endlauf seine eigene Bestleistung auf die neue Weltrekordmarke von 43,86 s, womit er die Goldmedaille gewann, vor den beiden anderen US-Amerikanern Larry James und Ron Freeman. Tage später gewann er die Mannschaftsgoldmedaille im 4-mal-400-Meter-Staffellauf, ebenfalls mit einem neuen Weltrekord in einer Zeit von 2:56,1 min, zusammen mit seinen Teamkollegen Vince Matthews, Freeman und James, vor den Teams aus Kenia (Silber) und Deutschland (Bronze). Beide Weltrekorde hatten eine Gültigkeit von 20 Jahren und galten zusammen mit dem Weitsprungweltrekord (8,90 m) von Bob Beamon als Jahrhundertweltrekorde jener Olympischen Spiele.
1969 und 1972 gewann er die AAU-Meisterschaften über 400 Meter. An den Olympischen Spielen 1972 in München sollte Evans teilnehmen, da er sich in den US-Ausscheidungswettkämpfen als vierter Läufer für die 4-mal-400-Meter-Staffel qualifiziert hatte. Da Vince Matthews und Wayne Collett aufgrund ihres Verhaltens bei der Siegerehrung für den 400-Meter-Lauf von den Spielen ausgeschlossen worden waren und John Smith aufgrund eines Muskelfaserrisses im 400-Meter-Endlauf ausfiel, hatten die USA nicht mehr genug Läufer für die Staffel. Deswegen konnte keine US-Staffel mehr starten, und Lee Evans blieb ohne Einsatz.
Lee Evans arbeitete später in Nigeria als Berater. 2014 wurde er vom nigerianischen Leichtathletikverband für vier Jahre gesperrt, weil er einer Sportlerin leistungssteigernde Mittel gegeben hatte, die zu einem positiven Dopingtest führten.
Evans starb am 19. Mai 2021 im Alter von 74 Jahren in Nigeria, nachdem er wenige Tage zuvor einen Schlaganfall erlitten hatte.